# Палацо Векио
Палàцо Вèкио (на италиански: Palazzo Vecchio, буквално Стар дворец), се намира на пл. „Синьория“ във Флоренция, Италия, и е седалище на Oбщината. Дворецът е една от най-известните градски сгради в света и една от най-значимите сгради в града. Той представлява най-добрият синтез на градската архитектура на Флоренция от XIV век.
Първоначално е наречен Палат на приорите, a по-късно (през XV век) е Палат на Синьорията по името на основния ръководен орган на Флорентинската република. През 1540 г. става Херцогски дворец, когато херцог Козимо I де Медичи го прави своя резиденция. Накрая получава името „Стар дворец“, когато през 1565 г. великият херцог Козимо I избира Палацо Пити за свой дворец (въпреки че дворът е официално преместен там през 1588 г. от великия херцог Фердинандо I).
Строежът му започва през 1299 г. и носи отличителните белези на готическата архитектура. Старото ядро на сградата е издигнато от Арнолфо ди Камбио.
Дворецът е увенчан от издадена еркерно покрита галерия със зъбци, подобно на крепост. Над корпуса на двореца се извисява една от емблемите на гарда – зъбчатата Кула Арнолфо (наречена на името на архитекта, който я завършва към 1310 г.). Рустицираните масивни стени са украсени от три тънки корниза и двусводести прозорци. На фасадата са поставени градските гербове и монограма на Исус Христос.
През XVI век дворецът е преустроен от Джорджо Вазари, а през XVII век – от Бернардо Буонталенти. При Козимо I от 1540 г. нататък става резиденция на Медичите. От 1865 до 1871 г., когато Флоренция е столица на Кралство Италия, в двореца се помещава Палатата на депутатите и Министерството на външните работи. От 1872 г. до наши дни е сграда на Общината на Флоренция. Вътрешният двор добива ренесансовия си вид през 1470 г. по проект на Микелоцо.
В сградата има различни и красиво декорирани зали – най-забележителните сред тях са Залата на лилиите и Стаята на стихиите. Има и музей, който позволява да се посетят великолепните зали, в които, наред с други, са работили Аньоло Брондзино, Доменико Гирландайо, Джорджо Вазари, и където са изложени произведенията на Микеланджело Буонароти, Донатело и Андреа дел Верокио.

## Название на двореца
Това е правителствена сграда от 1299 г., където са заседавали приори и се е наричала Нов дворец (Palagio novo). Предишната сграда на правителството Барджелло започва да се нарича Стар дворец. Когато през XV век управителите на комуните се обявяват за синьори (signori), сградата започва да се нарича Палацо дела Синьория, давайки по този начин и име на двореца пред нея. След това се преименува на Палацо Дукале (резиденция на херцога): великия тоскански херцог Козимо I се мести в нея през 1540 г., идвайки от своя частен дворец (днес Палацо Медичи-Рикарди). През 1565 г. пренася резиденцията си в Палацо Пити, който е разширен за целта и така Новият дворец вече спира да се нарича нов и започват да му казват Стария дворец (Палацо Векио).

## История

### Предистория
В древния римски град Флоренция (Florentia) на това място се е намирал древноримски театър, който е имал полукръгли седалки към Площад Синьория и сцената повече или по-малко по протежение на сегашната ул. „Дей Леони“.
При продължаващите разкопки (започнали в началото на 2000-те г.) в сутерена са разкопани редица помещения, без да се засяга носещата зидария, което изважда наяве руини от различни епохи. Сред най-интересните са три зали, достъпни за обществеността от декември 2008 г., където са открити следи от пода на театралната сцена с част от колона, която трябва да се е счупила при разрушаването на сцената. След това са изкопани по-късни руини на кладенци, монети, амфори и бижута, и скелет на дете, които би трябвало да датират от I век.
През Ранното средновековие районът е гъсто застроен, с къщи и кули, много подобни на тези, които все още се виждат в четириъгълника отвъд близката улица дела Кондота.

### Нов Дворец на приорите
През втората половина на XIII век град Флоренция решава да построи дворец, за да осигури ефективна защита на магистратите в тези бурни времена и в същото време да възхвали тяхното значение. Дворецът се приписва на Арнолфо ди Камбио, архитект на катедралата Санта Мария дел Фиоре и на базиликата Санта Кроче, който започва да го строи през 1299 г., според някои вдъхновен от вече съществуващия Палат на приорите във Волтера. Дворецът, по това време наречен Палат на приорите (Palazzo dei Priori), е построен върху руините на Двореца на пажовете (Palazzo dei Fanti) и Двореца на Изпълнителя на правосъдието (Palazzo dell'Esecutore di Giustizia), които вече са собственост на гибелинската фамилия Уберти, прогонена през 1266 г. Той включва и древната Кула „Вака“, използвайки я като долната част на кулата във фасадата. Това е причината правоъгълната кула (94 м) да не е в центъра на сградата. След смъртта на Арнолфо през 1302 г. дворецът е завършен от други двама майстори през 1314 г. Освен това в сутерена са използвани като затвор древните вдлъбнатини, наречени „бурели“, под арките на римския театър в римска Флоренция.
От 26 март 1302 г. (в началото на годината според флорентинския календар) дворецът е седалище на Синьорията, т.е. на Градския съвет, ръководен от приорите, и на Гонфалониера на правосъдието, нещо средно между кмет и ръководител на правителството с длъжност, която обаче просъществува много кратко. Първата строителна фаза завършва през 1315 г.
Сегашната сграда е резултат от други последователни конструкции и разширения, завършени между XIII и XVI век. Херцогът на Атина Готие VI дьо Бриен започва първите модификации през периода (1342 – 1343), като го разширява към ул. „Дела Нина“ и му придава вид на крепост. Други важни промени настъпват през 1440 – 1460 г. при Козимо де Медичи с въвеждането на декорации в ренесансов стил в Залата на двестате и Първия двор от Микелоцо. Салонът на петстотинте е построен от 1494 г. по време на републиката на Савонарола.

### Херцогска резиденция
Между 1540 и 1550 г. това е домът на Козимо I де Медичи, който възлага първо на Джовани Батиста дел Тасо, а след това на Джорджо Вазари да разширят още повече двореца, за да отговарят на нуждите на херцогския двор. Строителната площадка е мястото на основен опит за много художници, включително Ливио Агрести и Пиер Паоло Менцоки. По този начин сградата удвоява обема си поради добавките на гърба.
Последното разширение датира от края на XVI век, когато Бернардо Буонталенти подрежда гърба така, както изглежда днес.
Името е официално променено, когато през 1565 г. Козимо се премества в Палацо Пити и нарича предишната резиденция Стар дворец (Palazzo Vecchio), докато Площад „Синьория“ запазва името си. Вазари освен това изгражда маршрут – Коридор Вазари, който все още свързва Палацо Векио с Палацо Пити, пресичайки река Арно на Понте Векио. Козимо I също премества държавната администрация и магистратурите в съседната Уфици.

### Съвременна история
Дворецът придобива ново значение, когато е седалище на Камарата на депутатите на Кралство Италия в периода 1865 – 1871 г., когато Флоренция става столица на Кралство Италия. Между 1950 и 1960 г. са извършени реставрационни работи в някои части на сградата, включително Салона от XVI век и Кабинета на Франческо I – дело на Джулио Чири.
По-голямата част от Палацо Векио се използва като музей, но той остава символ на местното управление, като е домакин на седалището на Общината на Флоренция, кмета и Градския съвет.

## Екстериор
Главната фасада създава впечатление за солидност благодарение на външната облицовка от рустикован груб камък от пиетрафорте. Тя е разделена на три основни етажа от рамки с пояси, които подчертават два реда неоготически мраморни извити прозорци с трилистни арки, добавени през XVIII век, за да заменят оригиналните.
Старата част е увенчана с изпъкнал (тесен) балкон, поддържан от кронщайни върху полуизвити арки и характеризиращ се с гвелфски зъбец (с квадратен връх), докато кулата има гибелински зъбци („лястовича опашка“). Всеки кронщайн е украсен с изваяна човешка или животинска глава, някои от които все още се виждат в бронз. Някои от тези арки са оборудвани с улеи, които могат да се използват за отбранителни цели, за да се хвърлят врящо олио или камъни върху нашествениците.
В четирите ъгъла на балкона са се намирали четири ниши с каменни марцоки (лъвове – символи на народната власт). Френската врата и малката тераса са късни допълнения.

### Аренгарий и вход
Повдигнатата платформа пред сградата е т.нар. аренгарий – зона, която носи името си от „парапета“, който някога я е ограждал и който е премахнат по време на реставрациите от XIX век от Джузепе Дел Росо. Самото стълбище също е било обърнато на лявата страна, но е било изсечено с ренесансовите интервенции. От това място приорите са присъствали на градските церемонии на площада. По време на управлението на херцога на Атина Гийом VI дьо Бриен (1342 – 1343) парапетът е бил допълнително защитен от две входни врати и други елементи. От XV век е украсен с възхитителни скулптури, въпреки че някои са заменени с копия или са леко преместени.
Най-старите са Марцоко и Юдит и Олоферн (ок. 1455 – 1460 г.), и двете произведения на Донатело, заменени с копия поради тяхната ценност (Марцоко се съхранява в Барджело, а Юдит и Олоферн – вътре в двореца). Тези статуи някога са били разположени по-нагоре на площада.
„Давид“ на Микеланджело маркира входа от 1504 г. – годината на завършването му, до 1873 г., когато е преместен в Академията. От 1910 г. съществува копие, заобиколено от Херкулес и Как от Бачо Бандинели – скулптор, който е много критикуван за неговата „наглост“ да сравнява една от неговите творби с шедьовъра на Микеланджело.
Пред порталните стълбове са двата мраморни Термини – мъжкият от Винченцо де Роси и женският от Бачо Бандинели, които отразяват типологията на класическата статуя: в древни времена те са поддържали верига, която е преграждала входа.
Над главния портал стои декоративен мраморен фронтон от 1528 г. със слънчев монограм на Христос Цар. В центъра, фланкирана от два лъва, е триграмата на Христос, заобиколена от надписа Rex Regum et Dominus Dominantium („Иисус Христос, цар на царете и господар на господарите“). Този надпис, поръчан от знаменосеца Николо Капони през 1551 г., датира от времето на Козимо I и заменя предишния надпис, вдъхновен от Савонарола: макар и не всички източници да са съгласни с древната транскрипция, той трябва да е звучал като Christus rex florentini populi S.P. decreto electus, което означава, че Христос е владетелят на града и че (подразбира се) никой никога не би се осмелил да „свали“ Христос, като поеме командването на Флоренция. Козимо I го заменя едва доловимо с това присъствие, показвайки царя Христос, но като цар на царете и господар на господарите.
Друга бронзова плоча отбелязва референдума от 15 март 1860 г., който позволява обединението на Тоскана с Кралство Италия.

### Гербове на фасадата
Под арките на балкона през 1353 г. са изрисувани поредица от гербове, които символизират някои специфични аспекти на Флорентинската република и представят в известен смисъл политическата ситуация от XIV век.
Поредицата от девет герба се повтаря два пъти на фасадата, а два герба се намират и от лявата страна.
Първият отляво е червеният кръст върху бяло поле, което представлява отличителните знаци на флорентинския народ и обозначава обществените дела във Флоренция.
Впоследствие е червената флорентинска лилия на бяло поле, сегашният символ на града, възприет от гвелфите по време на изгонването на гибелините през 1266 г., обръщайки гибелинския герб, нарисуван малко по-нататък, който представлява бяла лилия (каквато може да се намери много в провинцията на Флоренция) на червено поле.
Следващият герб е разделен вертикално между бяло и червено и представлява връзката между Фиезоле (чийто герб е на бяло поле) и Флоренция (чийто древен герб всъщност е на червено поле), което флорентинците винаги са асоциирали като връзка „майка-дъщеря“.
Четвъртият герб са златните ключове върху червено поле и представляват лоялност към папството. Петият символизира Синьорията, с надпис Libertas в злато върху синьо поле, мотото на свободата и независимостта на града.
Следващият червен орел на бяло поле, стискащ в нокти зелен дракон, е гербът на партията на гвелфите. Гвелфските градове се характеризират през Средновековието с бяло-червен герб (Флоренция, Лука, Пистоя и др.), докато гибелинските обикновено имат черното и бялото като цветове (Сиена и Арецо).
След гореспоменатата бяла лилия на червено поле – древният гибелински символ на града, се намира гербът на краля на Франция – трите златни лилии на синьо поле, на Шарл и Робер Анжуйски, първите чуждестранни подести от града. Последният герб, започващ с черни/златни ленти и златни лилии върху синьо поле, е гербът на Луи Анжуйски, крал на Унгария. Всички тези чуждестранни фигури са били считани за защитници и гаранти на независимостта на републиката.
От лявата страна над основите на сводовете също има няколко бронзови зооморфни фигури. Тези скулптури, преди в pietra serena, са лъвски глави и други фигури.

#### Последователност на гербовете
- Народът на Флоренция
- Герб на Флоренция (версия след 1251 г.)
- Община Флоренция
- Гонфалон на църквата
- Приори на изкуствата
- Капитани на гвелфската партия
- Герб на Флоренция (версия преди 1251 г.)
- Шарл и Робер Анжуйски
- Луи Анжуйски

### Кула на Арнолфо
Кулата на Палацо Векио е построена около 1310 г., когато тялото на сградата е почти завършено. Поставена на фасадата (вероятно вдъхновен от Замъка на графовете Гуиди в Попи), тя се опира само частично на лежащите под нея стени, представяйки предната страна напълно in faso (т.е. изпъкнала по отношение на подлежащите структури) с архитектурно решение, което е едновременно изключително дръзко и естетически удовлетворяващо.
Приблизително висока 94 метра, кулата не е центрирана върху фасадата, а е децентрализирана към южната ѝ страна (вдясно за гледащия сградата отпред), защото лежи върху съществуваща преди това кула – къща. Тази кула е принадлежала на сем. Форабоски, наречена „Дела Вака“ поради прозвището, дадено от флорентинците на голямата камбана, която е била върху ѝ (близката улица,
свързваща Площад Синьория с ул. „Пор Санта Мария“, се нарича ул. „Вакереча“ отново заради тази камбана). Наличието на кулата може да се различи по зазиданите прозорци на частта от фасадата под Кула Арнолфо.
Корпусът на кулата, освен стълбите, има малко помещение, наречено „Албергето“, в което Козимо I Стари, наред с други, е бил държан затворник преди да бъде осъден на изгнание (1433 г.), както и Джироламо Савонарола, преди да бъде обесен и изгорен на площада на 23 май 1498 г.
Балконът на камбанарията, с гибелински зъбери (лястовича опашка), се поддържа от големи корбели със заострени арки, над които лежи едикула с полукръгли арки, поддържана от четири масивни зидани колони, увенчани с капители на листа. Три камбани са прикрепени към клетката:
1. Мартинела, която свиква флорентинците на среща
2. Обедната камбана
3. Звънарникът (най-голямата)

Около една от колоните може да се види витата стълба, която позволява качване на покрива.
На върха има голям ветропоказател (висок над два метра) във формата на марцоко (лъв), която държи пръта, увенчан от флорентинската лилия – това е копие, а оригиналът е вътре в двореца.
Ъгловите конзоли, които поддържат балкона на кулата отдолу, изглеждат сякаш не почиват върху нищо, като малки обърнати пирамиди – това е любопитен оптичен ефект, причинен от сенките в ъглите.
Големият часовник първоначално е построен от флорентинеца Николо Бернардо, но през 1667 г. е заменен с часовник, направен от Джорджо Ледерле от Аугсбург и сглобен от Винченцо Вивиани, който все още е в изправност.

### Порта Трамонтана
Порта Трамонтана, наречена така поради местоположението си на север, откъдето духа вятърът Трамонтана, е вторият монументален вход към оригиналната сграда от XIV век. Характеризира се с тимпан с две ниши, където някога е имало два лъва марцоки. През нея се влиза в оръжейната, която сега се използва само за временни изложби.

### Врата на митницата
Вратата от северната страна, близо до ул. „Гонди“, има на портала, освен обичайните изваяни гербове на Флоренция и на народа, назъбена вратичка, инкрустирана в полихромен мрамор – знак за Митницата. Всъщност оттук е можело да се стигне до митническите служби, чиито складове са се намирали в сутерена на сградата и която все още дава името си на т.нар. Двор на митницата.

### Други врати
От страната на ул. „Леони“ има голям портал, създаден от Бернардо Буонталенти по време на работата по последните разширения на сградата (1549 г., завършена от Бартоломео Аманати през 1596 г.). Той се отличава с рустикален проект и голям герб на Медичите.
Малката врата на ул. „Нина“ датира от времето на Херцога на Атина, който я е отворил в края на „тайно“ стълбище, започващо от апартаментите му и което му е помогнало при прибързаното му бягство от града.

## Партер и дворове

### Първи двор
Първият двор, до който може да се влезе от главната врата на Площад Синьория, е проектиран през 1453 г. от Микелоцо. През 1565 г., по случай сватбата между Франческо I де Медичи, син на Козимо I, и Йохана Австрийска, сестра на император Максимилиан II, дворът е преобразен и украсен в изобилен маниеристичен стил по проект на Джорджо Вазари.
В люнетите, навсякъде около портика, са възпроизведени инсигниите на църквите и на гилдиите на изкуствата и занаятите на града, докато в долните площади, в чест на Йохана Австрийска, са Изгледите на града на Хабсбургската империя, дело на Бастиано Ломбарди, Чезаре Бальони и Турино Пиемонтезе. Изобразените градове са Прага, Пасау (Пасаго), Щайн, Клостернойбург, Грац, Фрайбург, Линц, Братислава (Посиния), Виена, Инсбрук (Енипонт), Еберндорф, Констанц, Нойщат и Хал. Тези произведения са рисувани на сухо, така че състоянието на консервация не е добро. По този повод изпълнението на мазилката на колоните в двора е поверено на Пиер Паоло Миночо от Форли.
Сводовете са обогатени с гротескни декорации.
В центъра, в замяна на древния кладенец, е издигнат порфиров фонтан от Батиста дел Тада и Рафаело ди Доменико ди Поло, базиран на дизайн на Джорджо Вазари и с вероятното сътрудничество на Бартоломео Аманати. Почиваща върху голяма осмоъгълна основа, с последните две кръгли стъпала, е разположена колона от порфир, която поддържа мраморен басейн. По-старата бронзова статуя на Путо с делфин от Андреа дел Верокио (около 1470 г.) е поставена на фонтана през 1557 г., преместена от 1959 г. на втория етаж на сградата и заменена в двора с копие. Тази малка скулптура, която лежи върху централна балюстрада във формата на амфора с бликащи лъвски глави, първоначално е била разположена в градината на Вилата на Медичите в Кареджи, във Фонтана на Любовта, до който се е събирала Неоплатоническата академия през летните месеци. Водата, която го захранва, изтичаща от ноздрите на делфина, пристига точно от хълма Боболи благодарение на древна водопроводна система от тръби.
В нишата пред фонтана, до портала от порфир срещу входа, е Самсон и филистимецът от Пиерино да Винчи, изваян за придворния администратор Лука Мартини и поставен през 1592 г. Колоните са богато украсени, с канелюри, редуващи се с обработени с позлатена щукатура части, дело на Санти Бульони и Лоренцо Мариноли.

### Оръжейна
От лявата страна на двора врата води към древната Оръжейна зала (Camera d'Arme), някога използвана като склад за оръжия и боеприпаси, а сега използвана за временни изложби и специални събития. Построено преди 1312 г., това е единственото помещение в сградата, което запазва примитивната си структура, с кръстообразни покриви от оребрени тухли и пиластри от пиетрафорте. По време на реставрацията през 1910 г. оригиналните мазилки са разрушени и вратата на площада (Порта Трамонтана), затворена през 1380 г., е отворена отново.

### Втори двор
Вторият двор, известен още като Двор на Митницата (Cortile della Dogana), има масивни колони, построени през 1494 г. от Кронака, за да поддържат Салона на петстотинте на втория етаж. Носи името си от митническите служби, които са били разположени тук от времето на Леополд II от Тоскана, когато са били създадени.
Флорентинската митница е получавала стоките, идващи извън Великото херцогство, и ги е прибирала на склад, чакайки получателят да ги освободи, като плати съответния данък. След наводнението на Арно на 3 ноември 1844 г. стоките са били сериозно наводнени, така че тази служба е била преместена в Казино „Сан Марко“ на ул. „Кавур“, преди съдебните офиси на Апелативния съд да бъдат настанени там.
В двора се намират съвременните билетна каса на музея и книжарницата. На лявата стена все още има три каменни герба, датиращи от XIV и XV век и свързани с Капитаните на народа.
Между Първия и Втория двор е внушителната и монументална стълба от Вазари, която води до Салона на петстотинте. Оригиналният ветропоказател на кулата е наскоро поставен пред входа на тази зала – той е във формата на марцоко (лъв) с флорентинска лилия от желязо. Поставен на върха на кулата през 1493 г., той е заменен през 1981 г. с копие от стъклопласт.

### Трети двор
Третият двор, известен като Новия двор (Cortile nuovo), вече планиран от Вазари, е дело на Бартоломео Аманати и Бернардо Буонталенти в края на разширението към ул. „Гонди“ и ул. „Леони“. Той е отворен, без арки, и над него гледат предимно общински служби. Стълбата, която започва тук, води до кабинета на кмета и до Градския съвет. В древността е била украсена с лоджия и външни балкони, които са изгубени с времето.

## Интериор (музей)

### Първи етаж

#### Салон на петстотинте
Салонът на петстотинте е един от най-големите и ценни салони в Италия. Тази внушителна зала е с дължина 54 метра и ширина 23 метра. Построен е през 1494 г. от Симоне дел Полайоло, известен като Кронака, по поръчка на Савонарола, който, заменяйки Медичите начело на Флоренция, го иска за седалище на Великия съвет, който се състои от повече от 1500 граждани, които се срещат в ротационни групи от по 500.
По-късно е разширен от Вазари, така че Козимо I да може да ръководи двора си от тази зала. По време на трансформацията (1555 – 1572) не е ясно дали известните незавършени картини Битката при Ангиари от Леонардо да Винчи и Битката при Кашина от Микеланджело са били покрити или унищожени. Известно копие на Битката при Ангиари от Рубенс се съхранява в музея Лувър, но във всеки случай има други копия на двете произведения, а понякога и скиците. По времето, когато Флоренция е столица на Кралство Италия, тук са се събирали парламентаристите (1865 – 1871).
Алегорически картини на тавана и стените на великолепната Зала на петстотинте, предназначена за провеждане на заседанията на Големия народен съвет след второто изгнание на Медичите от Флоренция (1494 г.), разказват за деянията на тосканския херцог Козимо I. Работите по декорирането на залата е оглавявана от Вазари и неговите ученици. Те унищожават всяка препратка към годините на републиканско управление, включително създадените по онова време шедьоври „Битката при Ангиари“ на Леонардо да Винчи и „Битката при Кашина“ на Микеланджело. Работите на Вазари са призвани да демонстрират могъществото и славата на херцога и неговата държава.
- Подготвителен картон на „Битката при Кашина“ от Микеланджело, изгубена фреска от западната стена
- Копие от Петер Паул Рубенс на „Битката при Ангиари“ на Леонардо да Винчи (картон)[6]
- Възможно копие на оригиналната изгубена фреска на Леонардо да Винчи, Източна стена
- Изглед към Западната стена с огромни бойни фрески от 1494 г. от Вазари и помощници. Място на ненарисуваната „Битка при Кашина“.
- Изглед към източната стена – Бойна фреска от 1575 г. от Вазари и помощници. Мястото на несъздадената „Битка при Ангиари“.

По стените има големи фрески, описващи битките и военните успехи на Флоренция над Пиза и Сиена:
- Превземането на Сиена
- Завладяването на Порто Ерколе
- Победата на Козимо I при Марчано във Вал ди Киана
- Поражението на пизанците при кулата Сан Винченцо
- Максимилиан Австрийски се опитва да превземе Ливорно
- Пиза е атакувана от флорентинските войски

Таванът е направен от 39 панела, изградени и изрисувани от Вазари и неговата работилница, представящи Важни епизоди от живота на Козимо I, кварталите на града и самия град, с апотеоз в центъра, представляващ Сцена на прослава като Велик херцог на Флоренция и Тоскана.
От северната страна на залата, осветена от огромни прозорци, е мецанинът, наречен Аудиенцията, построен от Бачо Бандинели за Козимо I, за да приема граждани и посланици. По-горе има фрески на исторически събития, включително тази, в която папа Бонифаций VIII приема посланици и осъзнавайки, че всички те са флорентинци, произнася известната фраза „Вие, флорентинците, сте квинтесенцията“.
В нишите се помещават скулптури на Бандинели: в центъра статуята на Лъв X (направена с помощта на неговия помощник Винченцо де Роси), а вдясно – статуята на Карл V, коронован от Климент VII.
Също така по стените има няколко разкошни гоблена на Медичите, включително Истории от живота на Йоан Кръстител, взети от фреска на Андреа дел Сарто.
Шестте статуи по стените, представящи Подвизите на Херкулес, са дело на Винченцо де Роси.
В централната ниша (южната част на залата) е известната мраморна група на Микеланджело Геният на победата (1533 – 1534), първоначално подготвена за гробницата на папа Юлий II. Сред мраморните статуи трябва да се отбележи и копието на Триумфът на Флоренция над Пиза" (Джамболоня, оригиналът на който е в музея Барджело).

#### Кабинет на Франческо I
В края на залата е създадена малка странична стая без прозорци. Този шедьовър – Кабинетът на Франческо I де Медичи (Studiolo di Francesco I) също е проектиран от Вазари и е построен в маниеристичен стил ( 1570 – 1575). Стените и сводовете са изцяло покрити с картини, щукатури и скулптури. Много картини са от Школата на Вазари и представят четирите елемента: вода, земя, въздух и огън. Портретите на Козимо I и съпругата му Елеонора ди Толедо са рисувани от Алесандро Алори, любим ученик на Аньоло Брондзино. Деликатните бронзови скулптури са направени от Джамболоня и Бартоломео Аманати. Демонтирани преди десетилетия, те са възстановени едва през XX век.
От кабинета две стълби водят до по-стария Кабинет на Козимо I или Тезорето.

#### Монументални апартаменти
Останалите стаи на първия етаж са Монументалните апартаменти (Quartieri monumentali). Тези стаи са богато декорирани според програма, насочена към възхвала на Медичите. Те са използвани дълго време за заседателни зали от кмета на града; но наскоро са частично отворени за туристи (стаята на Лъв X и стаята на Климент VII), включително бившият кметски кабинет.
В залата на Лъв X има стенописи, които възхваляват генеалогията на семейство Медичи и носят името си от една от най-известните стаи – тази, посветена на първия папа Медичи. Картините са дело на Джорджо Вазари, Джовани Страдано и Марко да Фаенца.

##### Зала на Лъв X
Залата на Лъв X (Sala di Leone X) е посветена на папата, син на Лоренцо Великолепни, който поставя началото на богатството на семейството през XVI век, което го води до консолидиране на неговата сила и значение.
На тавана Вазари изрисува Съюзническите войски на Лъв X превземат Милано от французите, където са изобразени воини във всички възможни пози, което е типично за Маниеризма. Правоъгълните и осмоъгълните панели изобразяват различни епизоди от живота на Лъв X. Други епизоди са изобразени в монохромните фрески, поставени по страничните части на стените.
В центъра на стените са изрисувани големи сцени. В сцената на Триумфалното влизане на Лъв X във Флоренция се вижда Площад Синьория преди построяването на Уфици, с несъществуващата вече църква „Сан Пиер Скераджо“ и с Лоджия „Ланци“ без скулптурите.
Интересна е и фреската Битката при Сан Лео, спечелена от Лоренцо, херцог на Урбино за самия папа. На заден план може ясно да се види крепостта Сан Лео, известна с това, че там е бил затворен Калиостро. Куриоз на картината е олицетворението на река (старец) на преден план, държащ голяма делва: от делвата блика вода, идваща от скалата, което при по-внимателно гледане изглежда като изправен уриниращ (?) мъж – алегория на извора на река Марекия.
Третата сцена на стената е Лъв X, който избира своята колегия от кардинали. Стената с прозорците пък е украсена с няколко портрета на Медичите.
В ъглите има четири ниши с четири мраморни бюста: отляво Джулиано, херцог на Немур от Алфонсо Ломбарди, Лоренцо, херцог на Урбино от Джино Лоренци, Климент VII също от Ломбарди, и Лъв X от Лоренци.
Величествената мраморна камина е проектирана от Бартоломео Аманати. Подът е дело на Санти Бульони и е от бяла и червена теракота; в центъра са преплетените пръстени на Медичите, а преградата възпроизвежда тази на тавана.

##### Зала на Козимо Стари
Залата на Козимо Стария (Sala di Cosimo il Vecchio) представя в центъра на тавана Завръщането на Козимо от изгнание със синовете му Пиеро и Джовани (интересен е изгледът от картината към Порта Сан Гало с разрушения манастир Сан Гало). Едикулите отстрани, изработени по рисунка на Бартоломео Аманати, са украсени с епизоди от живота на Козимо и алегории:
- Отпътуване за изгнание
- Портрет на Пиеро I Подагрения (долу, в центъра)
- Козимо разкрива произхода си на Санте Бентивольо, за да може той да управлява Болоня
- Портрет на Джовани ди Бичи де Медичи
- Брунелески и Гиберти представят модела на църквата „Сан Лоренцо“ на Козимо
- Портрет на Джовани де Медичи
- Козимо, заобиколен от художници и писатели
- Портрет на Лоренцо Стари

##### Зала на Лоренцо Великолепни
В Залата на Лоренцо Великолепни (Sala di Lorenzo il Magnifico) продължава цикълът от стенописи, прославящи семейство Медичи. В центъра на тавана е картината Лоренцо Великолепни, получаващ почитта на посланиците. Острани следват Лоренцо на диетата в Кремона, Портрет на Джулиано ди Лоренцо де Медичи, Лоренцо отива в Неапол, за да види Фердинанд Арагонски, Портрет на Пиеро Злочестия, Лоренцо сред философи и писатели, Портрет на Джулиано де Медичи, Превземането на Сардзана и Портрет на Джовани де Медичи.

##### Зала на Козимо I
В центъра на тавана на залата на Козимо I (Sala di Cosimo I) е Триумфът на Козимо I при Монтемурло. Другите представени сцени са Козимо сред художниците от неговия двор, Портрет на Франческо I де Медичи, Козимо заповядва да помогнат на Серавале, Портрет на Дон Пиетро де Медичи, Козимо посещава укрепленията на Елба, Портрет на Елеонора ди Толедо, Избор на Козимо I за херцог на Флоренция и Двоен портрет на Джовани и Гарция де Медичи.
По стените са изобразени различни сцени от живота на Козимо:
- Посещение на Франческо де Медичи при Филип Испански или Отиване на Козимо в Генуа при императора
- Пътят на турците в Пьомбино
- Козимо получава Златното руно в Дуомо-то
- Козимо влиза в Сиена
- Раждането на Франческо I
- Елеонора ди Толедо заминава от Неапол
- Маршрут на Валдикияна
- Пристигането на Елеонора ди Толедо в Поджо а Каяно
- Кръщене на Франческо I
- Превземане на Порто д'Ерколе
- Реставрация на замъка на Флоренция

##### Зала на Джовани дале Банде Нере
Следващата зала (Sala di Giovanni dalle Bande Nere) е посветена на Джовани деле Банде Нере, баща на Козимо I и единственият кондотиер на фамилията Медичи. В центъра на тавана има картината Джовани, който плава по реките По и Ада с армията. Отстрани отляво са:
- Джовани защитава Понте Роцо над Тичино
- Портрет на Мария Салвиати
- Джовани дале Банде Нере убива испански рицар
- Портрет на Джовани ди Пиерфранческо де Медичи
- Превземане на Караваджо
- Портрет на Козимо I де Медичи като млад
- Битката при Сан Секондо

По стените са изписани различни военни епизоди, свързани с Джовани дале Банде Нере и портрети на Катерина Сфорца (неговата майка) и Пиерфранческо де Медичи (неговият дядо).

##### Писалище
Писалището (Scrittoio) е малко помещение в съседство със Залата на Козимо I, в древни времена снабдено с шкафове и бюра за писане; стъкленият прозорец е служел за осветяване на стаята. Таванът е украсен с Цезар, който пише Commentarii. Инкрустираният под е оригинален.

##### Параклис „Св. св. Козма и Дамян“
Параклисът (Cappella dei Santi Cosma e Damiano) е кръстен на покровителите на семейство Медичи – светците Козма и Дамян. Таванът е украсен с фреска на Вечния в слава, а по стените има три монохромни фрески:
- Епизоди от живота на Свети Йоан Кръстител
- Тайната вечеря
- Падането на манна

Олтарът първоначално е бил украсен от невероятната Мадона дел Импаната от Рафаел, която сега е в Палатинската галерия на Палацо Пити и е заменена с копие. Отстрани са Свети Дамян с чертите на Козимо I и Свети Козма с чертите на Козимо Стари. Подът е оригинален от ХVІ век.

##### Зала на Климент VII
Залата на Климент VII (Sala di Clemente VII) е посветена на другия папа Медичи; в центъра на тавана Климент VII коронясва Карл V. В овалите и правоъгълниците наоколо има различни сцени от живота на папата и съвременни герои:
- Климент назначава своя племенник Иполито де Медичи за кардинал
- Иполито де Медичи отива в Унгария като папски легат
- Климент VII отваря Светата врата за юбилея от 1525 г.
- Бракът на Катерина де Медичи с Анри II от Франция
- Карл V коронясва Алесандро де Медичи за херцог на Флоренция
- Завръщане на Александро във Флоренция след императорското назначение
- Алесандро де Медичи се жени за Маргарита Австрийска
- Климент VII се завръща в Рим от Франция

Различни военни епизоди са изобразени по стените, като известната Обсада на Флоренция през 1530 г., където е изобразена широка гледка към известния град.

#### Ричето
От противоположната страна на първия етаж, обикновено посещаван в края на маршрута на музея, е Ричето (Ricetto) – среда, характеризираща се със стенописите на свода от Лоренцо Сабатини през 1565 г. с алегорични фигури, подвизи и гербове на Медичите и на импера.

#### Зала на двестате
Залата на Двестате (Sala dei Dugento), с изглед към Ричето, е мястото, където днес се събира Общинският съвет на града и поради тази причина често не е отворена за посетители. Първоначално е използвана като заседателна зала и е част от най-старата част на сградата, тази от XIV век. Украсена е с касетиран таван, издълбан с гербовете на Флоренция, дело на Джулиано и Бенедето да Маяно с помощници (1462 г.). Освен това двата мраморни портала са дело на Бачо д'Аньоло. Гоблените, създадени за тези стени, са Историите на евреина Йосиф, рисувани от важни ренесансови художници (Понтормо, Брондзино и др.).

#### Зала на осемте
Съседната Зала на Осемте (Sala degli Otto) е малка стая, използвана като офис, която има таван, издълбан с глави на херувими и лилии, направени през същия период като таваните на Залата на Двестате и Залата на лилиите на горния етаж. Оттук се влиза в пасаж с древно стълбище, където има люнет с Благовещение от Марко да Фаенца, също автор на гротескната украса на близката баня, която е била част от частните стаи на Козимо I, до голяма степен елиминирани след работите от 1865 г. за Флоренция като столица.

### Втори етаж
Монументално стълбище, проектирано от Вазари, води до втория етаж. Този етаж съдържа Апартамента на стихиите (Quartiere degli Elementi), някога личен апартамент на Козимо I, който е посветен на Въздуха, Водата, Земята и Огъня, и Апартамента на Елеонора, някога обитаван от Елеонора ди Толедо. Иконографската тема е разработена от ерудита Козимо Бартоли, според възхваляващата програма, свързана с тази на първия етаж.

#### Други помещения
На стълбището, на стената на първата площадка, е фреската Огньове за празника на Свети Йоан от Джовани Страдано. Декорациите по сводовете и куполите на стълбището са от Марко да Фаенца.

#### Апартамент на стихиите
Този апартамент (Quartiere degli Elementi) се състои от пет зали и две лоджии. Козимо I, който е имал частен апартамент тук, първоначално поръчва строителството на Батиста дел Тасо, но след смъртта му декорациите са завършени от Вазари и неговата работилница (преди всичко Кристофоро Герарди, известен като Дочено, и Марко да Фаенца). Стените на Залите на стихиите са изпълнени с алегорични фрески.
В първата зала – Залата на стихиите (Sala degli Elementi) са алегориите на стихиите Вода (Раждането на Венера), Земя (Първи плодове на Земята, дарове и Сатурн), Огън (Ковачницата на Вулкан), а таванът е украсен с алегория на въздуха, като в центъра Сатурн, който осакатява небето. Меркурий и Плутон са фреските между прозорците. Величествената камина е проектирана от Бартоломео Аманати.
Във втората зала, наречена Зала на Опс (Sala di Opi), има фреска с Триумфа на богинята Опс (божествено, понякога идентифицирано с Кибела) на тавана и Алегориите на месеците по протежение на фриза. Подът е в бяла и червена теракота, която повтаря преградите на тавана, с надпис, посветен на Козимо I от 1556 г. в центъра. Срещу стените има малки шкафове от черупка на костенурка и бронз. От прозореца на тази зала има гледка към Третия двор.
Следва Залата на Церера (Sala di Cerere), която носи името си от декорациите на тавана, рисувани от Дочено (Церера търси Прозерпина, заобиколена от изображения на Божества и пути) и която показва някои флорентински гоблени от XVI век с ловни сцени, базирани на подготвителни картони на Джовани Страдано.
Следващата – Писалище на Калиопа (Scrittoio di Calliope) е украсена на тавана от фреската Калиопа и атрибутите на Музите (в центъра) и от фриз с подвизите на херцог Козимо I; на прозореца има оригинален стъклопис с Венера, накичвана от Грациите между Вярата и Надеждата.
Залата на Юпитер (Sala di Giove) има таван с фреската Малкият Юпитер, отгледан от нимфите и козата Амалтея и флорентински гоблени, направени от подготвителни картони на Джовани Страдано. Двата скъпоценни шкафа от абанос с инкрустации от твърд камък са около век по-късно и идват от производството на Фабриката за твърдите камъни (Флоренция).
Терасата на Юнона (Terrazzo di Giunone) всъщност е затворена стая, но, както подсказва името, преди това е била отворена навън. Зазидана е по времето на Фердинандо I де Медичи от Бартоломео Аманати. Сводът изобразява Юнона на колесница, теглена от пауни, Алегория на изобилието и Алегория на Подеста. По стените има фрески с Юнона, Юпитер и Йо (вляво) и Юпитер, Юнона и Калисто (вдясно), докато в центъра има ниша, където се е предполагало, че е намерена статуя на Юнона. Отдолу монохромен фриз е украсен с Фонтан с купидон, сред овали с женски фигури. Тук е бил оригиналът на бронзовата статуя Путо с делфин от Андреа дел Верокио, сега преместен в по-малка зала на първия етаж (копието е на приземния етаж на оригиналното място на фонтана в първия двор).
Минавайки покрай малко помещение с фрески, се стига до Залата на Херкулес (Sala di Ercole), която има касетиран таван с Дванадесетте подвига на Херкулес (Малкият Херкулес, удушаващ змиите, в центъра – Критският бик, Лернейската хидра, Немейският лъв, Цербер, Херкулес краде ябълките на Хесперидите, Херкулес и Как, Херкулес задушава Антей и Херкулес убива Нес). В стаята е и Мадоната с Младенеца (известната Madonna dell'Ufo) и шкаф от абанос от XVII век, инкрустиран с полускъпоценни камъни.
Апартаментите на Козимо са затворени от Терасата на Сатурн (Terrazza di Saturno) – красива отворена лоджия с панорамна гледка към Флоренция, която позволява изглед на югозапад: Пиацале „Микеланджело“, Пиаца „Санта Кроче“ с базиликата и Форте Белведере. Руините от църквата Сан Пиер Скераджо също могат да се видят по-долу. Таванът е украсен с множество рисувани панели: Сатурн, който поглъща децата си, Детство, Младост, Старост, Възмъжаване, Сатурн доплава в Лацио, Сатурн и Янус изграждат Сатурния и Алегориите на часовете на деня, както и Четирите стихии в ъглите. Тук е била поставката за щандарт с име Малкия дявол на Джамболоня, който идва от Палацо Векиети и сега е в Музея „Бардини“.

#### Апартамент на Елеонора
За да се стигне до Апартамента на Елеонора (Quartiere di Eleonora), трябва да се мине обратно през Залата на стихиите и да се премине през галерията с изглед към Салона на Петстотинте: от едната страна гледа към салона, от другата има големи прозорци, от които може да се види първият участък от Коридор „Вазари“, който напуска Палацо Векио, за да стигне до Уфици.
Апартаментът на Елеонора също е проектиран от Джорджо Вазари, за съпругата на Козимо I, Елеонора ди Толедо. Първата срещната зала е Зелената стая (Camera verde), наречена така поради цвета на стените, някога украсени с пейзажи. Декорациите на тавана с герба на Медичи-Толедо и гротеските са дело на Ридолфо дел Гирландайо (1540 – 1542). Именно в тази стая се намира достъпът до Коридор „Вазари“.
Отляво има достъп до Писалището на Елеонора (Scrittoio di Eleonora), с таван, украсен с гротески от Франческо Салвиати (след 1545 г.).
Отдясно се влиза в Параклиса на Елеонора (Cappella di Eleonora), изцяло изрисуван от Аньоло Брондзино (1564 г.), с Историите на Моисей. Също от Брондзино е голямата Пиетà на олтара. В параклиса се влиза през великолепна мраморна врата, проектирана от Бартоломео Аманати.
Следващите стаи са с изглед към най-старата част на сградата и първоначално са били използвани от приорите и гонфалониерите, преди да бъдат реновирани от Вазари с приноса на Джовани Страдано (за картините) и Батиста Ботичели (за резбите по таваните). Иконографската тема на тези стаи е животът на известните жени, чиито добродетели загатват за добродетелите на Елеонора. Така се срещат Залата на сабинянките, за темата за съгласието, Залата на Естир, за любовта към родината, Залата на Пенелопа, за вярност, и Залата на Гуалдрада за моралната строгост.
Залата на сабинянките (Sala delle Sabine) някога е била използвана като чакалня за дами, чакащи да бъдат приети в двора на Елеонора ди Толедо. Овалът в центъра на тавана е украсен със Сабинянки, сключващи мир между римските съпрузи и роднините на сабинянки, заобиколен от четири Алегории на победите. Съдържа също Портретите на принцовете Медичи от Юстус Сустерманс, статуи от Флорентинската школа и гоблени от Февере.
Залата на Естер (Sala di Ester) също е служила като трапезария и на тавана има Коронацията на Естер от Страдано с надпис в чест на Елеонора ди Толедо във фриза. В овалите на тавана са Факти от живота на Естер и епизоди от историята на еврейския народ. Запазени са и мраморна мивка от XV век, преместена от Двореца на Гвелфската партия през 1842 г., и два гоблена от Ван Асел, представящи Пролетта и Есента.
Залата на Пенелопа (Sala di Penelope) има на тавана Пенелопа на стана с други тъкачки и във фриза Разкази на Одисей, редуващи се с Алегории на добродетелта. Отстрани са четири речни божества и два герба на Медичи-Толедо. На стените са Мадоната с Младенеца и Мадоната с Младенеца със Свети Йоан от Батиста Ботичели. Камината е неоренесансово копие от 1921 г.
Залата на Гуалдрада (Sala della Gualdrada) е била личната стая на Елеонора ди Толедо. Гуалдрада е флорентинска историческа фигура, която отхвърля ухажванията на император Ото IV, като се заклева във вярност на съпруга си. Картините също са от Джовани Страдано (на тавана Гуалдрада отказва да целуне императора, заобиколена от Купидони, танцуващи с цветя и Подвизите на Козимо I), а също така има ценен шкаф с инкрустирани полускъпоценни камъни. Особено интересен е фризът, където са изрисувани различни изгледи на Флоренция от XVI век, с площади, празнични сцени, игри и други събития, разказани с жизненост и детайли от Страдано, който е фламандец и следователно е свикнал да рисува внимателно детайлите. Гледките се редуват с Алегории на добродетелта.

#### Параклис на приорите
Малка странична врата води до къс, тесен проход, който минава покрай кулата отвътре и който е украсен по стените и тавана с части от стенописи от XIV-XV век. Оттук се влиза в Параклиса на приорите (Cappella della Signoria или dei Priori), посветена на Свети Бернар, която съдържа реликварий на светеца. В древността се е наричал още „Сан Бернардо дели Уберти“. Тук приорите са молели за Божията помощ при изпълнението на службата си. В този параклис Джироламо Савонарола рецитира последната си молитва, преди да бъде изгорен жив на Пиаца дела Синьория. Построен е през 1511 – 1514 г. от Бачо д'Аньоло.
Чудесните фрески по стените и тавана, имитиращи златни мозайки, са дело на Ридолфо дел Гирландайо (1511 – 1514). Особен интерес представляват Троицата с ангели и херувими на тавана и люнетът с Благовещение на стената срещу олтара, където може да се види базиликата на Сантисима Анунциата, преди да бъде добавен портикът пред църквата. В кръстовидните отделения на тавана са Евангелистите, а в останалите отделения малките ангелчета със символите на Страстите и библейските писания. Другият люнет показва Явлението на Девата на свети Бернар. На олтара има картина, представяща Светото семейство от Мариано Грациадей от Пеша, ученик на Ридолфо дел Гирландайо, направена на мястото на олтара, който никога не е бил направен, но е бил поръчан по това време от Доменико Гирландайо.
Вратата, водеща към следващата зала, е от Бачо д'Аньоло.

#### Зала за аудиенции
Залата на аудиенции (Sala dell'Udienza) или Зала на справедливостта (Sala della Giustizia) е била използвана за провеждане на срещите на Гонфалониера на правосъдието и осемте приора. Резбованият, боядисан и позлатен таван е дело на Джулиано да Маяно (1470 – 1476).
На портала към параклиса има надпис в чест на Христос (1529 г.) и е дело на Бачо д'Аньоло. Мраморният портал, който комуникира със Залата на лилиите, е увенчан от статуята на Справедливостта на люнета, дело на братята Джулиано и Бенедето да Маяно.
Големите фрески по стените, представляващи Историите на Фурий Камил от Франческо Салвиати, в сътрудничество с Доменико Романо, са рисувани през 1543 – 1545 г. Тези фрески са абсолютна новост за Флоренция, тъй като Салвиати е дълбоко вдъхновен от римската школа на Рафаело, на която той може да се счита за най-достоен приемник.

#### Зала на лилиите
Името на залата (Sala dei Gigli) не произлиза от флорентинската лилия, а от хералдическа лилия – емблема на френската корона, която се отличава от флорентинския герб с липсата на тичинки и със златно/синьо вместо това в червено/сребристо. Лилиите се намират на възхитителния касетиран таван и по стените, и тази почит е благодарност и почит към лоялността към Анжуйците, защитници на гвелфите. Таванът и фризът с марцоки (лъвове, символи на народната власт) също са направени от братята Бенедето и Джулиано да Маяно, които са автори и на статуята на Св. Йоан Кръстител и пути на противоположния портал на залата. Същите братя, в сътрудничество с техния учител Франчоне, създават вратите с дървена инкрустация с фигурите на Данте и Петрарка.
Стената срещу входа е покрита с огромна фреска на Доменико Гирландайо от около 1482 г. с Апотеоз на Свети Зенобий с дяконите Евгений и Кресцентий – първия светец покровител на Флоренция. Сцената е украсена от перспективна илюзия на фона, в която може да се разпознае Флорентинската катедрала с оригиналната фасада от Арнолфо ди Камбио и Камбанарията на Джото. Страничните люнети изобразяват Брут, Муций Сцевола и Камил отляво и Деций, Сципион и Цицерон отдясно, които би трябвало да вдъхновяват владетелите на града да защитават републиканските идеали. Медальоните на римски императори запълват пространството между различните части на стенописите. В горния люнет има барелеф на Мадоната с Младенеца.
В тази стая един от шедьоврите на Донатело – Юдит и Олоферн, е изложен от 1988 г., навремето разположен на Пиаца дела Синьория и сега е заменен на място (на Аренгария на самия Палацо Векио) с копие.
Прозорците, които се отварят към съседните стаи, показват, че това е бил източният край на сградата, преди тя да бъде разширена.

#### Зала на географските карти или Стая на гардероба
От Залата на лилиите врата, оградена от два древни черни мраморни стълба, води до Залата на географските карти или гардероба, или кабинетите, където великите херцози на Медичите държат ценните си притежания. Строго архитектурната част датира от Вазари, а мебелите и таванът са дело на Диониджи Ниджети.
Вратите на шкафовете са украсени с 53 карти с научен интерес 1575 г., маслени картини от доминиканския монах Иняцио Данти (1563 – 1575), брат на скулптора Винченцо Данти, и на Стефано Бонсиньори ( [[1575–1584). Те представляват забележителен исторически интерес и дават представа за географските знания от XVI век. Данти следва системата на Птолемей за движението на звездите, но използва новата картографска система на Герардус Меркатор.
В центъра на стаята е известният глобус Mappa mundi (който, когато е създаден през 1581 г., е най-големият в света), дело на Буонсиньори и Иняцио Данти, разрушен от последващи реставрации.

#### Стара канцелария
В Старата канцелария (Vecchia Cancelleria) се влиза от прозорец от XIV век на Залата на лилиите, превърнат във врата. Вероятно това е бил кабинетът на Макиавели, когато е бил секретар на Републиката. Има негов полихромен теракотен бюст от XV век, вероятно моделиран по посмъртната му маска и по известния му портрет от Санти ди Тито. На задната стена има барелеф със Свети Георги и дракона от Порта Сан Джорджо .

#### Салота
Също така от Зала на лилиите може да се получи достъп до Salotta, интересна заради отделената фреска, приписвана на Андреа Орканя, която изобразява Изгонването на херцога на Атина (идва от разрушения затвор Стинке). Това е истински исторически епизод, който по онова време е натоварен със символични и митологични значения. Случва се на 6 юли 1343 г. – денят на Света Анна, за която е напомнено в картината в акта на благославяне на знамената на флорентинците. Барелефът със Свети Зенобий на фона на Палацо дела Синьория и града идва от разрушената Кула Джиролами на ул. „Пор Санта Мария“ близо до Понте Векио.

#### Кабинет за албуми
Стаята (Salotta) е била използвана от Бенвенуто Челини за реставрацията на съкровищата на принцовете Медичи. От малкия прозорец в стената Козимо е шпионирал неговите помощници и служители по време на срещите в Салона на петстотинте.

### Горен балкон
От „Салота“ започва стръмната стълба, която води до балкона и кулата. В Залата на знамената, по маршрута, създадена през 1886 г., се помещава една от най-престижните лаборатории за реставрация, специализирана в гоблени, отдел на Фабриката за твърди камъни.

### Мецанин (Колекция „Льозер“)
Мецанинът между първия и втория етаж е създаден от Микелоцо през 1453 г. чрез спускане на таваните на някои стаи на първия етаж. В тези стаи са живели Мария Салвиати, майката на Козимо I, и някои млади принцове. В него се помещава колекцията Льозер (Loeser), дарена на Флоренция от американския изкуствовед Чарлз Льозер, починал през 1928 г.
В първата стая има Мадоната с Младенеца с младия Свети Йоан от школата на Лоренцо ди Креди, Мадоната с Младенеца в рисувана мазилка от Флорентинската школа от XV век, Мадоната на поклонение на Младенеца с младия Свети Йоан от Якопо дел Селайо, Мадоната с Младенеца, приписвана на Майстора на разпятието Григс (XV век), и Мадоната на трон от Тосканската школа от XIV век.
Няколко каменни стъпала водят до малка стая, която някога е била кабинетът на Козимо I на мецанина, с прозорец с изглед към Площад Синьория и с останките от декорации с птици, животни, риби и растителни елементи от Бакиака.
Следващата трапезария съдържа може би най-известната творба в колекцията – Портрет на Лаура Батифери (съпругата на Бартоломео Аманати) от Аньоло Брондзино. Има и други маниеристични творби, като Портрет на Лодовико Мартели от Понтормо и Бой на рицари (скица на стенопис) от Джорджо Вазари. От двете страни на камината има две романски скулптури: капител с орли (първата половина на XIII век) и Коронована глава (първата половина на XII век).
В ъгловата стая са изложени Мадоната с Младенеца с малкия Свети Йоан от школата на Пачино ди Буонагуида (XIV. век), Мадоната с Младенеца с малкия Свети Йоан от Алонсо Беругете и Мадоната с Младенеца от Пиетро Лоренцети. Има и молещ се ангел от Тино ди Камаино от гробницата на епископ Орсо в Санта Мария дел Фиоре, Францискански светец, в рисувана теракота от XV век, Бюст на Свети Антонин, в рисувана циментова замазка от XV век, Мадоната с Младенеца в остъклена теракота (XVI век), Христос в гробницата, бродиран по дизайн на Рафаелино дел Гарбо, и Изрисуван кръст от сиенски художник, датиращ от около 1280 г. Над вратата има римска мозайка с Павона.
Залата на Златните лилии представя Мадоната с Младенеца, изваяна в стила на Донатело и същата тема в стила на Микелоцо, а трета е последователка на Арнолфо ди Камбио. Картината Мадоната с Младенеца и малкия Свети Йоан е в стила на Понтормо или Брондзино. Тайната вечеря е от неизвестен венециански художник от XVI век, докато две групи от Воини и рицари от Джован Франческо Рустичи са поставени над бюфета. Полихромната дървена скулптура със Света Екатерина от Сиена, от Сиенската школа от XV век. Анатомия на кон е бронз от Джузепе Валадиер. Витрината съдържа Есен – малък бронз, приписван на Бенвенуто Челини, Херкулес и Хидра от восък от Джамболоня и Свето семейство от восък, копирано от произведение на Микеланджело през XVI век. И накрая, на бюфета има два ангела от Якопо Сансовино, теракотен Портрет на Козимо I от Винченцо де Роси и висящата картина Страстите Христови, приписвана на Пиеро ди Козимо.
В колекцията от музикални инструменти на Палацо Векио се намират цигулки на Страдивариус и Амати.

## Бивши творби от Палацо Векио
- Сандро Ботичели, Мадоната с нара, сега в Уфици
- Донатело, Давид, сега в Барджело
- Донатело, Мраморен Давид, сега в Барджело
- Филипо Липи, Явление Богородично на Свети Бернардин, сега в Националната галерия, Лондон
- Филипо Липи, Мадоната с Младенеца, сега в Националната галерия във Вашингтон
- Филипино Липи, Олтарна картина на Ото, сега в Уфици
- Фра Бартоломео, Олтарна картина на Великия съвет, сега в Музей „Сан Марко“ (Флоренция)

## Любопитно
- В десния ъгъл на фасадата е изваян грубо профил: произходът му не е известен, но популярната традиция сочи Микеланджело като автор, който е искал да увековечи човек, осъден на смърт, създавайки моментен портрет, дори работейки обърнат с гръб, или някой от неговите длъжници, който особено го е измъчвал. Единственото сигурно нещо е, че не всеки е можел безнаказано да създава творби върху най-важната сграда в града и че авторът трябва да е бил някой, пред когото пазачите са си затворили очите.
- На това място са били екзекутирани чрез обесване много от участниците в Заговора на Паци от 1478 г. срещу Медичите.
- В Залата на Херкулес се намира картината Мадоната с Младенеца и малкия Св. Йоан с несигурно приписване (някои учени я приписват на Себастиано Майнарди, други на Якопо дел Селайо или на т.нар. Майстор на Тондо Милер), популярно наричана „Мадоната на УФО“ (Madonna dell'Ufo) поради летящ предмет, който не може да бъде разпознат, нарисуван на фона на небето. Това е нещо сиво, което излъчва златни лъчи, към което гледат две фигурки на заден план, и е един от най-цитираните древни иконографски източници в областта на уфологията.

- Кметството на германския град Фюрт, построено между 1840 и 1844 г. по проект на Фридрих Бюрклайн, цели да имитира Палацо Векио във Флоренция.
- Архитектът Джино Гопедè, роден във Флоренция през 1866 г., също е вдъхновен от Палацо Векио за изграждането на замъка „Макензи“ в Генуа.

- На външната стена, близо до Фонтана на Нептун, на ъгъла на Палацо Векио, има плоча, която ясно напомня как Ото ди Гуардия е Балия (предшествениците на общинската полиция, активни от XVI до XVIII век) забраняват на всички да си изплакват дрехите и да правят повече мръсотия във фонтана, под наказание от парична глоба, а за тези, които не могат да платят – ужасяващото изтезание с въжета (повдигането на тялото от въже, вързано за кръстосани зад гърба ръце, което води до трайно увреждане на ръцете и раменете).